# Église Sainte-Ermelinde de Meldert
L'église Sainte-Ermelinde (Sint-Ermelindiskerk en néerlandais) est une église de style roman, gothique et classique située à Meldert, village de la commune belge de Hoegaarden, dans la province du Brabant flamand.
Elle ne doit pas être confondue avec la chapelle Sainte-Ermelinde, située à quelques mètres derrière l'église, et dédiée comme elle à sainte Ermelinde.

## Historique
L'église Sainte-Ermelinde de Meldert résulte de plusieurs campagnes de construction.
La tour romane date de la fin du XIIe siècle,.
Les deux travées occidentales de style gothique datent probablement de 1372 environ.
Après l'effondrement de sa façade occidentale en 1559, la tour est restaurée en 1621, à l'issue d'un long procès entre le seigneur local et le chapitre de la collégiale Saint-Barthélemy de Liège,. À cette occasion, les baies campanaires de la tour sont adaptées au style gothique,.
En 1779-1781, l'église subit d'importants travaux de rénovation : le transept roman est démoli et remplacé par deux nouvelles travées en briques de style gothique, prolongées par un chœur et une sacristie basse de style classique, également en briques. La sacristie est agrandie peu de temps après, en 1865,,.

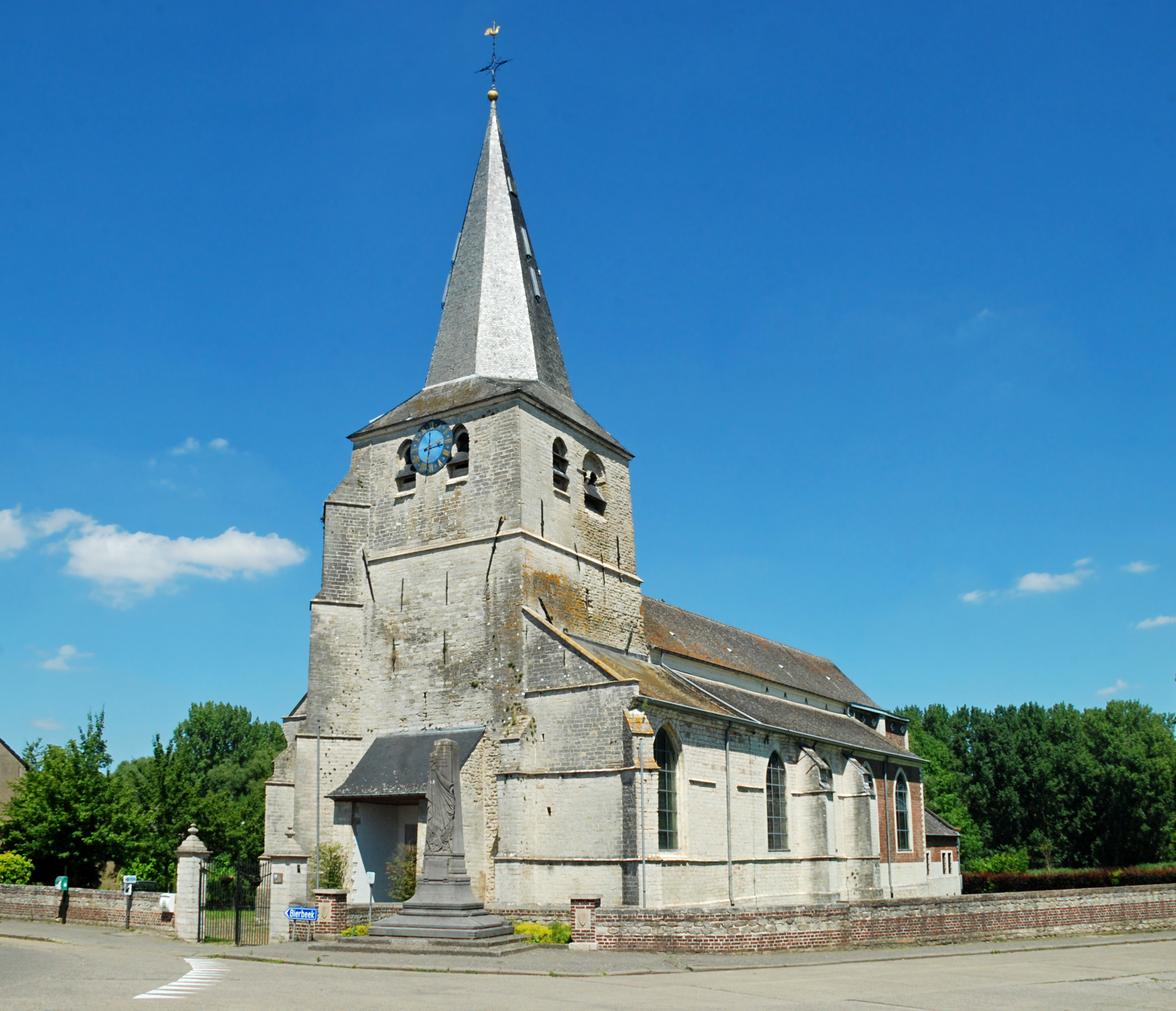
Vue générale.

## Classement
La tour de l'église est classée monument historique depuis le 26 novembre 1942, tandis que l'église dans son ensemble est classée depuis le 15 avril 1981. L'orgue est classé quant à lui depuis le 19 décembre 2014.
Par ailleurs, l'église, la chapelle voisine et le centre du village sont classés comme site depuis le 15 avril 1981.

## Architecture

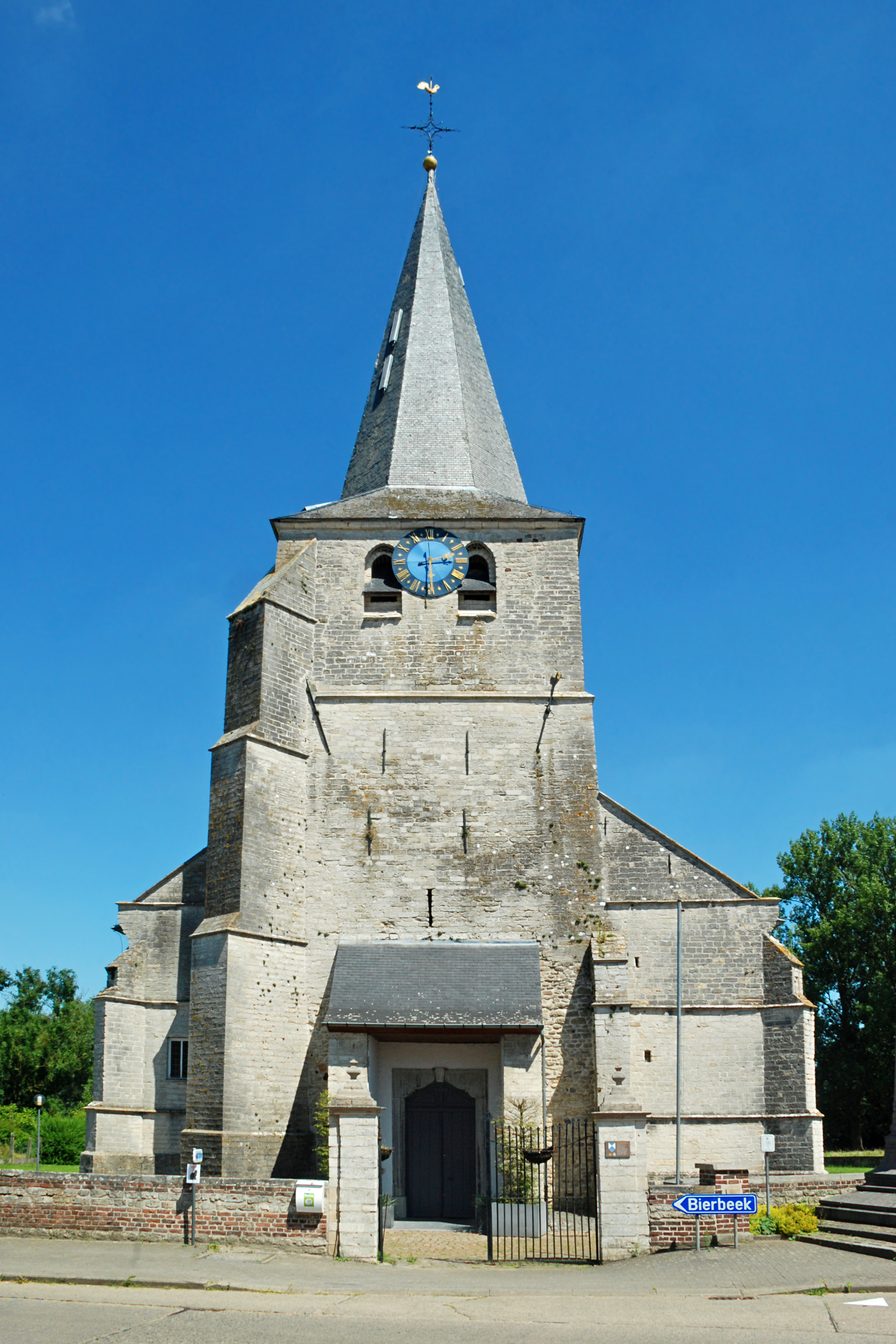
La tour vue de face.
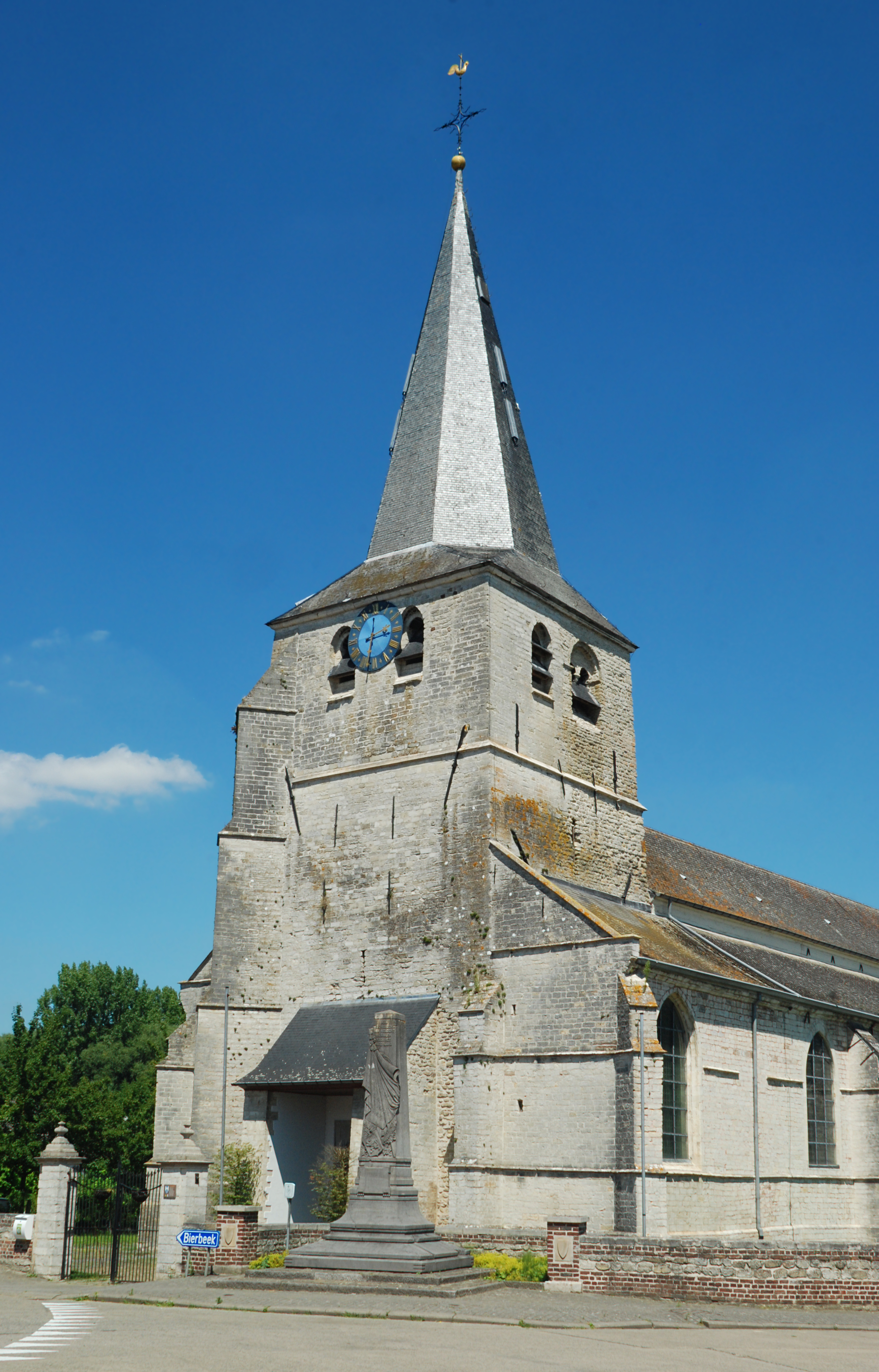
Vue oblique sur la tour.
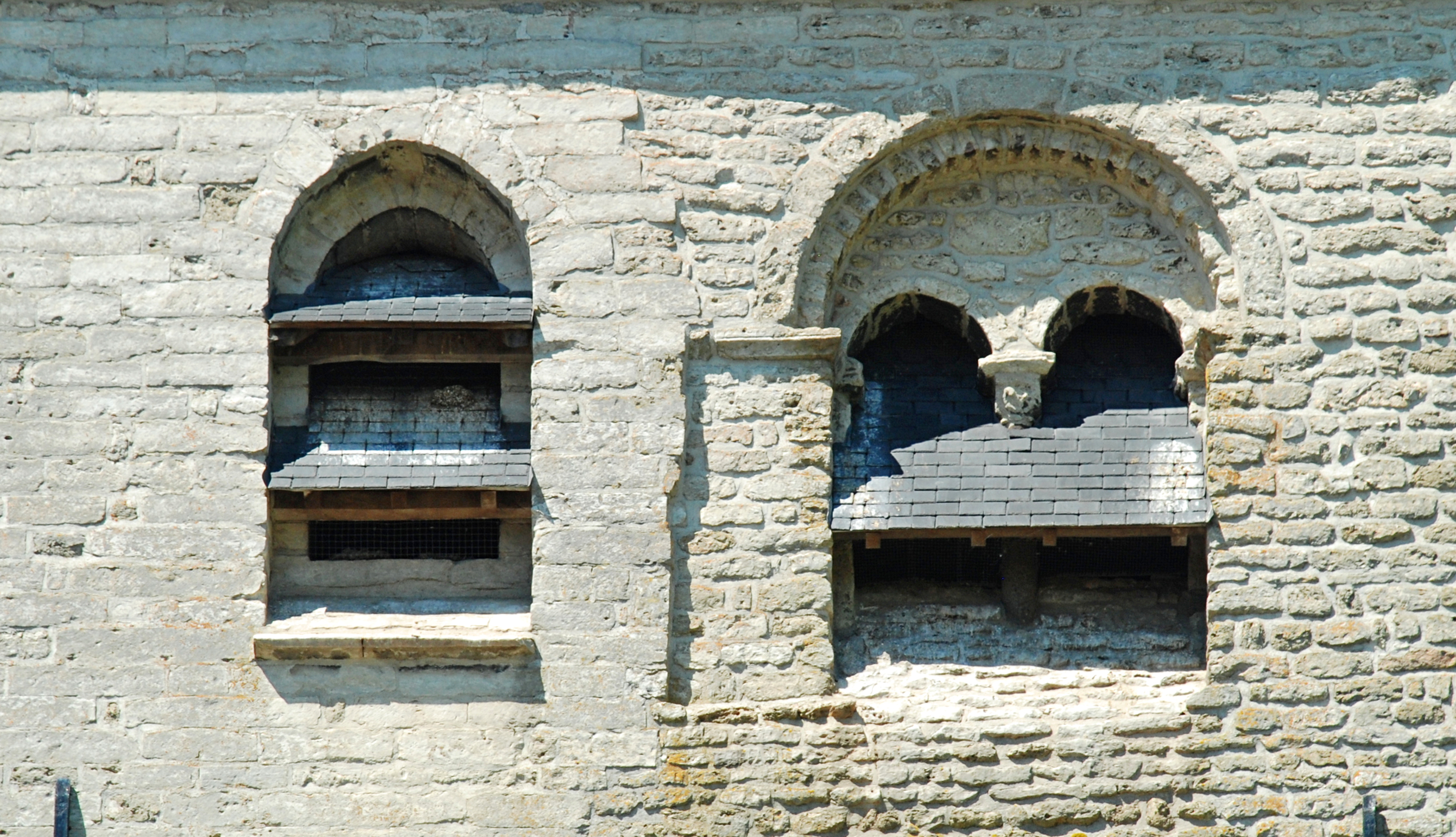
Baie ogivale et baie romane de la tour.